# Mickey Bastings
Mickey Bastings (* 14. Februar 1992 in Tilburg) ist ein niederländischer Eishockeyspieler, der seit 2010 erneut bei den Tilburg Trappers unter Vertrag steht und mit dem Klub seit 2015 in der deutschen Oberliga Nord spielt.

## Karriere

### Klubs
Mickey Bastings begann seine Karriere im Nachwuchsbereich der Tilburg Trappers aus seiner Geburtsstadt, in deren zweiter Herren-Mannschaft er bereits als 15-Jähriger in der Eerste divisie, der zweithöchsten niederländischen Spielklasse auflief. In der Spielzeit 2008/09 spielte er für den Iserlohner EC in der Deutschen Nachwuchsliga. Anschließend wechselte er nach Kanada, wo er in der traditionsreichen Banff Hockey Academy ausgebildet wurde und für die Banff Bears, das Team der Academy, spielte. 2010 kehrte er zu den Tilburg Trappers zurück, für die er zunächst in der Ehrendivision spielte. 2011, 2013, 2014 und 2015 gewann er mit seinem Stammverein den niederländischen Eishockeypokal und 2014 und 2015 auch die Meisterschaft. Nach diesen Erfolgen wechselte er mit den Trappers in die deutsche Oberliga Nord und gewann 2016, 2017 und 2018 die Deutsche Oberligameisterschaft.

### International
Für die Niederlande nahm Bastings an den Spielen der Division II der U18-Weltmeisterschaft 2009 sowie der U20-Weltmeisterschaften 2010, 2011 und 2012, als er zum besten Spieler seiner Mannschaft gewählt wurde, teil. 
Mit der niederländischen Herren-Nationalmannschaft nahm er an den Weltmeisterschaften der Division I 2011 und 2012 sowie der Division II 2018 teil. Zudem vertrat er seine Farben bei der Qualifikation für die Olympischen Winterspiele in Pyeongchang 2018.

## Erfolge und Auszeichnungen
- 2011 Niederländischer Pokalsieger mit den Tilburg Trappers
- 2013 Niederländischer Pokalsieger mit den Tilburg Trappers
- 2014 Niederländischer Meister und Pokalsieger mit den Tilburg Trappers
- 2015 Niederländischer Meister und Pokalsieger mit den Tilburg Trappers
- 2016 Deutscher Oberligameister mit den Tilburg Trappers
- 2017 Deutscher Oberligameister mit den Tilburg Trappers
- 2018 Deutscher Oberligameister mit den Tilburg Trappers
- 2018 Aufstieg in die Division I, Gruppe B, bei der Weltmeisterschaft der Division II, Gruppe A